# Идехан Мурзук
Идехан Мурзук (Идехан Марзук, Едейен Мурзук) (на арабски: أدهان مرزق) е пясъчна пустиня (ерг) в Централна Сахара, простираща се в югозападната част на Либия и частично на териториите на Нигер (южната ѝ част) и Алжир (югозападната ѝ част). Размерите ѝ са приблизително 300/300 km, а площта около 100 000 km². Разположена е в котловина, ограничена от остатъчни масиви с височина 450 – 500 m. На запад скалистият отстъп Амсак Меллет я отделя от пясъчната пустиня Тайта, на север отстъпът Амсак Сетафет – от пясъчната пустиня Идехан Убари, на изток масивът Бен Гунейма – от Либийската пустиня, а на юг повърхността ѝ постепенно се повишава в планината Тумо (1043 m) и платото Джадо (1042 m). На север и северозапад са разположени дълги по няколко десетки километри и високи до 300 m пясъчни дюни, лишени от растителност. Годишната сума на валежите е минимална – около 10 mm. Покрай северните и източните ѝ покрайнини са разположени оазисите Мурзук, Ел Катрун и др.